# ماونتن فيو (كاليفورنيا)
موونتين فيو (بالإنجليزية: Mountain View) هي إحدى مدن مقاطعة سانتا كلارا، كاليفورنيا. تم إعطاءها لقب مدينة في 7 نوفمبر، 1902.

## التركيبة السكانية
حدّد مكتب تعداد الولايات المتحدة بيانات التركيبة السكانية لماونتن فيو في تعداد الولايات المتحدة. في ما يلي، التركيبة السكانية حسب تعدادي 2000 و2010.

### تعداد عام 2000
بلغ عدد سكان ماونتن فيو 70,708 نسمة بحسب تعداد عام 2000، وبلغ عدد الأسر 31,242 أسرة وعدد العائلات 15,909 عائلة مقيمة في المدينة. في حين سجلت الكثافة السكانية 2,231.2 نسمة لكل كيلومتر مربع (5,778.8/ميل2). وبلغ عدد الوحدات السكنية 32,432 وحدة بمتوسط كثافة قدره 1,023.4 لكل كيلومتر مربع (2,650.6/ميل2).
وتوزع التركيب العرقي للمدينة بنسبة 63.77% من البيض و2.53% من الأمريكيين الأفارقة و0.39% من الأمريكيين الأصليين و20.67% من الأمريكيين ذوي الأصول الآسيوية و0.26% من سكان جزر المحيط الهادئ و8.32% من الأعراق الأخرى و4.07% من عرقين مختلطين أو أكثر و18.26% من الهسبانيون أو اللاتينيون من أي عرق.
بلغ عدد الأسر 31,242 أسرة كانت نسبة 23.7% منها لديها أطفال تحت سن الثامنة عشر تعيش معهم، وبلغت نسبة الأزواج القاطنين مع بعضهم البعض 40% من أصل المجموع الكلي للأسر، ونسبة 7.3% من الأسر كان لديها معيلات من الإناث دون وجود شريك، بينما كانت نسبة 3.7% من الأسر لديها معيلون من الذكور دون وجود شريكة وكانت نسبة 49.1% من غير العائلات. تألفت نسبة 35.6% من أصل جميع الأسر من عدة أفراد يعيشون في نفس المنزل ونسبة 7% كانت تتألف من شخص يعيش بمفرده يبلغ من العمر 65 عاماً أو أكثر. وبلغ متوسط حجم الأسرة المعيشية 2.25، أما متوسط حجم العائلات فبلغ 2.97.
بلغ العمر الوسطي للسكان 34.6 عاماً. وكانت نسبة 17.9% من القاطنين تحت سن الثامنة عشر، وكانت نسبة 8.3% بين الثامنة عشر والرابعة والعشرين عاماً، ونسبة 43.4% كانت واقعةً في الفئة العمرية ما بين الخامسة والعشرين والرابعة والأربعين عاماً، ونسبة 19.7% كانت ما بين الخامسة والأربعين والرابعة والستين، ونسبة 9.9% كانت ضمن فئة الخامسة والستين عاماً فما فوق. يوجد لكل 100 أنثى 107.4 ذكر، ويوجد لكل 100 أنثى في الثامنة عشر من عمرها فما فوق 107.7 ذكر.
بلغ متوسط دخل الأسرة في المدينة 69,362 دولارًا، أما متوسط دخل العائلة فبلغ 80,379 دولارًا. وكان متوسط دخل الذكور 64,585 دولارًا مقابل 44,358 دولارًا للإناث. وسجل دخل الفرد الخاص بالمدينة 39,693 دولارًا. وكانت نسبة 3.6% من العائلات ونسبة 6.8% من السكان تحت خط الفقر، وكان من هؤلاء نسبة 7.9% تحت سن الثامنة عشر ونسبة 5.9% في الخامسة والستين من العمر وما فوق.

### تعداد عام 2010
بلغ عدد سكان ماونتن فيو 74,066 نسمة بحسب تعداد عام 2010، وبلغ عدد الأسر 31,957 أسرة وعدد العائلات 17,515 عائلة مقيمة في المدينة. في حين سجلت الكثافة السكانية 2,337.2 نسمة لكل كيلومتر مربع (6,053.3/ميل2). وبلغ عدد الوحدات السكنية 33,881 وحدة بمتوسط كثافة قدره 1,069.1 لكل كيلومتر مربع (2,769.0/ميل2).
وتوزع التركيب العرقي للمدينة بنسبة 55.99% من البيض و2.20% من الأمريكيين الأفارقة و0.46% من الأمريكيين الأصليين و25.97% من الأمريكيين ذوي الأصول الآسيوية و0.53% من سكان جزر المحيط الهادئ و9.78% من الأعراق الأخرى و5.08% من عرقين مختلطين أو أكثر و21.70% من الهسبانيون أو اللاتينيون من أي عرق.
بلغ عدد الأسر 31,957 أسرة كانت نسبة 27.3% منها لديها أطفال تحت سن الثامنة عشر تعيش معهم، وبلغت نسبة الأزواج القاطنين مع بعضهم البعض 43.2% من أصل المجموع الكلي للأسر، ونسبة 7.7% من الأسر كان لديها معيلات من الإناث دون وجود شريك، بينما كانت نسبة 3.9% من الأسر لديها معيلون من الذكور دون وجود شريكة وكانت نسبة 45.2% من غير العائلات. تألفت نسبة 34.3% من أصل جميع الأسر من عدة أفراد يعيشون في نفس المنزل ونسبة 7.7% كانت تتألف من شخص يعيش بمفرده يبلغ من العمر 65 عاماً أو أكثر. وبلغ متوسط حجم الأسرة المعيشية 2.31، أما متوسط حجم العائلات فبلغ 3.01.
بلغ العمر الوسطي للسكان 35.9 عاماً. وكانت نسبة 19.7% من القاطنين تحت سن الثامنة عشر، وكانت نسبة 7.3% بين الثامنة عشر والرابعة والعشرين عاماً، ونسبة 38.6% كانت واقعةً في الفئة العمرية ما بين الخامسة والعشرين والرابعة والأربعين عاماً، ونسبة 23.8% كانت ما بين الخامسة والأربعين والرابعة والستين، ونسبة 10.6% كانت ضمن فئة الخامسة والستين عاماً فما فوق. وتوزع التركيب الجنسي للسكان بنسبة 50.9% ذكور و49.1% إناث.

## المناخ
يظهر الجدول التالي التغييرات المناخية على مدار السنة لماونتن فيو:
| البيانات المناخية لـماونتن فيو    | البيانات المناخية لـماونتن فيو | البيانات المناخية لـماونتن فيو | البيانات المناخية لـماونتن فيو | البيانات المناخية لـماونتن فيو | البيانات المناخية لـماونتن فيو | البيانات المناخية لـماونتن فيو | البيانات المناخية لـماونتن فيو | البيانات المناخية لـماونتن فيو | البيانات المناخية لـماونتن فيو | البيانات المناخية لـماونتن فيو | البيانات المناخية لـماونتن فيو | البيانات المناخية لـماونتن فيو | البيانات المناخية لـماونتن فيو |
| الشهر                             | يناير                          | فبراير                         | مارس                           | أبريل                          | مايو                           | يونيو                          | يوليو                          | أغسطس                          | سبتمبر                         | أكتوبر                         | نوفمبر                         | ديسمبر                         | المعدل السنوي                  |
| --------------------------------- | ------------------------------ | ------------------------------ | ------------------------------ | ------------------------------ | ------------------------------ | ------------------------------ | ------------------------------ | ------------------------------ | ------------------------------ | ------------------------------ | ------------------------------ | ------------------------------ | ------------------------------ |
| الدرجة القصوى °ف (°م)             | 75 (24)                        | 84 (29)                        | 85 (29)                        | 98 (37)                        | 100 (38)                       | 107 (42)                       | 105 (41)                       | 101 (38)                       | 105 (41)                       | 100 (38)                       | 89 (32)                        | 75 (24)                        | 107 (42)                       |
| متوسط درجة الحرارة الكبرى °ف (°م) | 59.1 (15.1)                    | 62.4 (16.9)                    | 65.9 (18.8)                    | 70.2 (21.2)                    | 74.4 (23.6)                    | 78.2 (25.7)                    | 80.3 (26.8)                    | 79.4 (26.3)                    | 80.1 (26.7)                    | 74.4 (23.6)                    | 65.3 (18.5)                    | 58.6 (14.8)                    | 70.7 (21.5)                    |
| متوسط درجة الحرارة الصغرى °ف (°م) | 39.4 (4.1)                     | 41.3 (5.2)                     | 43.3 (6.3)                     | 45.2 (7.3)                     | 49.1 (9.5)                     | 52.3 (11.3)                    | 55.2 (12.9)                    | 55.5 (13.1)                    | 52.9 (11.6)                    | 48.4 (9.1)                     | 42.3 (5.7)                     | 38.3 (3.5)                     | 46.9 (8.3)                     |
| أدنى درجة حرارة °ف (°م)           | 21 (−6)                        | 20 (−7)                        | 22 (−6)                        | 31 (−1)                        | 33 (1)                         | 40 (4)                         | 43 (6)                         | 44 (7)                         | 37 (3)                         | 34 (1)                         | 26 (−3)                        | 20 (−7)                        | 20 (−7)                        |
| الهطول إنش (مم)                   | 3.06 (78)                      | 3.31 (84)                      | 2.49 (63)                      | 0.98 (25)                      | 0.48 (12)                      | 0.09 (2.3)                     | 0 (0)                          | 0.03 (0.76)                    | 0.15 (3.8)                     | 0.76 (19)                      | 1.96 (50)                      | 2.95 (75)                      | 16.26 (412.86)                 |
| متوسط أيام هطول الأمطار           | 10                             | 10.5                           | 9.6                            | 5.2                            | 2.6                            | 0.7                            | 0.2                            | 0.2                            | 1.5                            | 4.1                            | 8.3                            | 11.1                           | 63.9                           |
| المصدر:                           |                                |                                |                                |                                |                                |                                |                                |                                |                                |                                |                                |                                |                                |

## توأمة
لماونتن فيو (كاليفورنيا) اتفاقيات توأمة مع كل من:
- إيواتا (4 يونيو 1976 - )
- هاسلت (1988 - )[9]

## أعلام
- جايسون بارتليت
- بير ك. إنغ
- رون كرين
- بولا كريمر
- ديفون غراي
- باروخ بلومبرغ
- براندون كروفورد
- جيري لوسون
- كيني روبرتس جونيور
- ماري بينيت ريتر